# Dallas Fallscheer
Dallas Fallscheer (* 20. November 1977 in Kanada) ist ein ehemaliger deutsch-kanadischer Eishockeyspieler, der während seiner Karriere unter anderem für den REV Bremerhaven, den SC Bietigheim-Bissingen, den ETC Crimmitschau und die Straubing Tigers in der 2. Bundesliga aktiv war.

## Karriere
Fallscheer begann seine Karriere 1998 im Eishockeyteam der University of Calgary, den Calgary Dinos, mit denen er fortan in der kanadischen Collegeliga Canada West aktiv war. Dort gehörte der Defensivspieler zu den punktbesten Verteidigern im Team. Nachdem er in seiner ersten Spielzeit für die Dinos in 20 Partien sechs Scorerpunkte erzielt hatte, konnte er seine Punktausbeute im darauffolgenden Jahr auf 21 Punkte in 45 absolvierten Spielen steigern. Als er sein Studium im Sommer 2002 beendete, forcierte er einen Wechsel nach Europa. Dort erhielt er ein Vertragsangebot des REV Bremerhaven, welches er letztendlich annahm und in die 2. Bundesliga wechselte. Für die Bremerhavener bestritt der gebürtige Kanadier allerdings nur 33 Spiele und schloss sich während der laufenden Saison 2002/03 dem Ligakonkurrenten SC Bietigheim-Bissingen an, wo er die Spielzeit beendete.
Da sein Vertrag in Bietigheim-Bissingen nicht verlängert wurde, schnürte er in der Saison 2003/04 die Schlittschuhe für den ETC Crimmitschau, mit denen er erfolgreich den Klassenerhalt sichern konnte. In der Abstiegsrunde erreichte er mit seinem Team den dritten Platz und somit die Qualifikation für die 2. Bundesliga 2004/05. Fallscheer verließ den ETC zum Saisonende und erhielt einen Einjahresvertrag bei den Straubing Tigers, welcher im Sommer 2005 um ein weiteres Jahr verlängert wurde. In der Spielzeit 2005/06 konnte er mit den Tigers nach einem 3:2-Finalsieg nach Spielen gegen den REV Bremerhaven, den Aufstieg in die Deutsche Eishockey Liga feiern. Dallas Fallscheer beendete anschließend seine aktive Eishockeykarriere im Alter von 29 Jahren.

## Erfolge und Auszeichnungen
- 2006 Meister der 2. Bundesliga mit den Straubing Tigers